# Crossprocessing
| |  |  |
| Twee foto's ontwikkeld in C-41; voor de linkerfoto is Fuji Sensia gebruikt, voor de rechterfoto Kodak Elitechrome. (Camera: Lomo LC-A) |  |  |

Crossprocessing, ook wel x-processing genoemd, is het ontwikkelen van een bepaald type film in de chemische ontwikkelvloeistof behorende bij een ander type film.

## Geschiedenis
Het proces van het crossprocessen is vanzelf ontdekt: verschillende fotografen hebben per ongeluk de verkeerde ontwikkelvloeistof gebruikt en dit dus onafhankelijk van elkaar ontdekt. Het proces werd vooral populair toen lomography.com de methode promootte, waarop duizenden fotografen dit enthousiast probeerden. Het resultaat van de foto is niet te voorspellen, men weet nooit precies hoe de foto er uit komt te zien. Niet elke commerciële ontwikkelaar wil deze methode daarom toepassen; theoretisch wordt de ontwikkeling 'mislukt' en is er het risico dat de klant zijn geld terug wil.

## Proces
De meest populaire methode is een film bedoeld voor dia's ontwikkelen in ontwikkelvloeistof voor normale films (C-41). Het resultaat is een foto met hogere contrasten en andere, meer verzadigde kleuren. Het type rolletje is bepalend voor de kleuren, Fuji Sensia resulteert bijvoorbeeld in groenere kleuren, Kodak Elitechrome in blauwere kleuren. 
Voorbeelden van andere methodes:

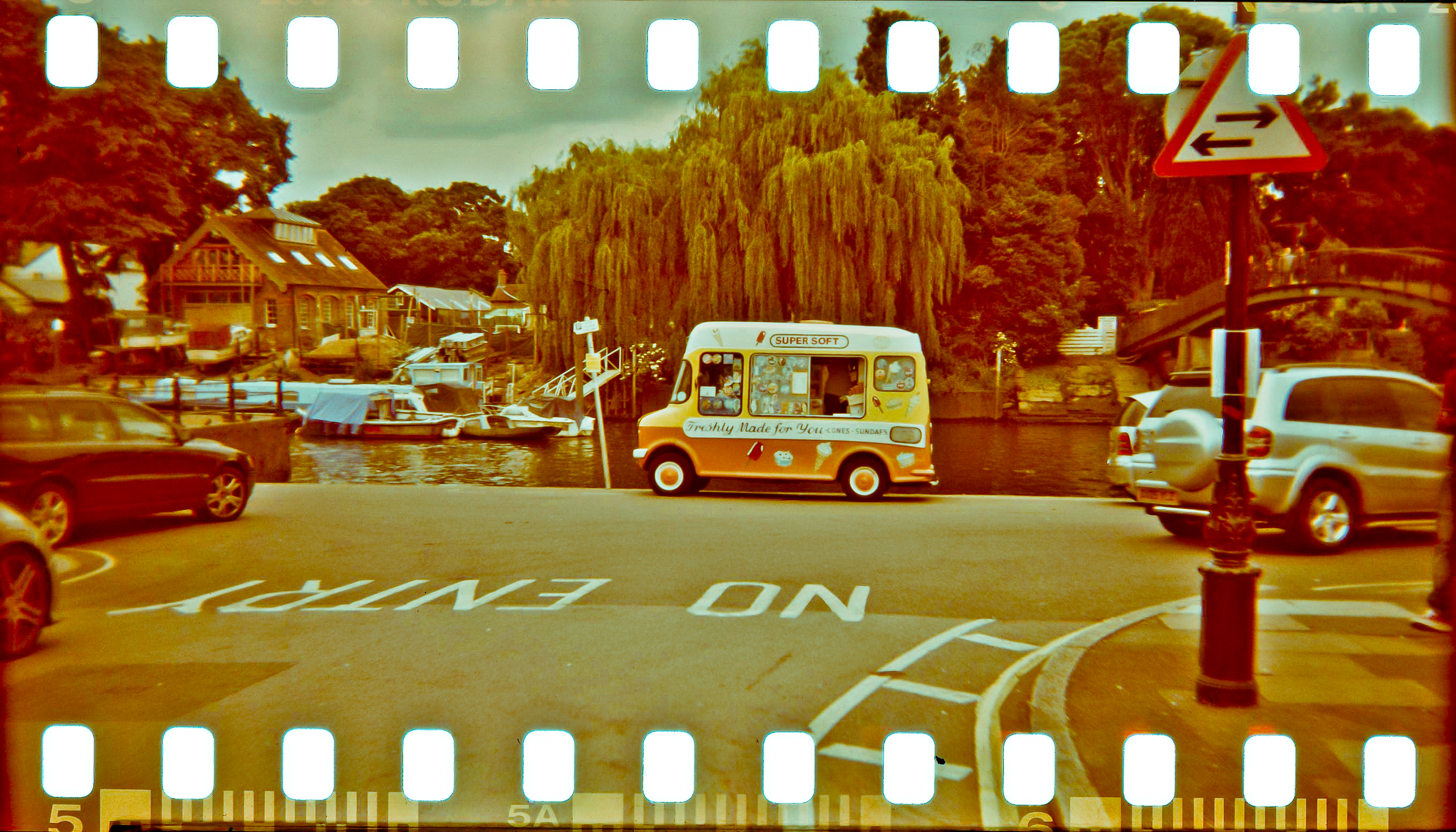
Ice Cream Dreams
Standaardfilm (Kodak Color Plus 35mm) ontwikkeld in E-6 vloeistof.
(Camera: Holga)

- standaardfilm ontwikkelen in ontwikkelvloeistof voor dia's (E-6);
- standaardfilm ontwikkelen in zwart-wit-vloeistof.

### Digitaal crossprocessen
Op digitale fotobestanden kunnen de effecten van crossprocessing nagebootst worden in fotobewerkingsprogramma's. Sommige programma's, zoals Picasa, hebben er zelfs een apart filter voor.